# Gewulot
Gewulot (hebr. גבולות; pol. Granice; pisownia w ang. Gevulot) – kibuc położony w Samorządzie Regionu Eszkol, w Dystrykcie Południowym, w Izraelu. Członek Ruchu Kibuców (Ha-Tenu’a ha-Kibbucit).

## Położenie
Leży w zachodniej części pustyni Negew, w odległości 25 kilometrów od Morza Śródziemnego. Na północny wschód od kibucu znajduje się wadi strumienia Besor. Na południe od osady rozciąga się piaszczysta pustynia z wydmami. Znajdują się tam tereny szkoleniowe Sił Obronnych Izraela. W odległości 15 kilometrów na północny zachód przebiega granica Strefy Gazy.
W jego otoczeniu znajdują się moszawy Talme Elijjahu, Ohad i En ha-Besor oraz kibuc Ce’elim.

## Demografia
Liczba mieszkańców Gewulot:

## Historia
W dniu 12 maja 1943 na zachodnim skraju pustyni Negew została założona eksperymentalna stacja rolnicza o nazwie Micpe Gewulot (hebr. מִצְפֶּה גְּבוּלוֹת; ang. Mitzpe Gevulot), której zadaniem było sprawdzenie możliwości rozwoju upraw rolniczych w pustynnych warunkach Negewu. Ziemia należała do Żydowskiego Funduszu Narodowego, a pierwszymi jej mieszkańcami byli żydowscy imigranci z Turcji i Rumunii będący członkami młodzieżowego ruchu syjonistycznego Ha-Szomer Ha-Cair. Była to pierwsza żydowska osada wysunięta tak głęboko w pustynię. Powstała razem z kibucami Bet Eszel i Rewiwim. Miały one stanowić pozycją wyjściową do dalszego osadnictwa na Negewie. W październiku 1946 zrealizowano w ten sposób plan budowy 11 osad obronnych na Negewie (hebr. 11 הנקודות, 11 HaNekudot). W 1947 do kibucu doprowadzono rurociąg z wodą.
Podczas I wojny izraelsko-arabskiej w maju 1948 kibuc został odcięty przez wojska egipskie i do końca wojny znajdował się w całkowitej izolacji. Przed odcięciem dróg ewakuacyjnych zdołano wywieźć z kibucu większość kobiet i dzieci. Podczas wojny tutejsza piekarnia dostarczała pieczywo do okolicznych żydowskich osiedli. Dopiero w październiku Siłom Obronnym Izraela udało się przełamać egipskie linie i dotrzeć do kibucu z zaopatrzeniem. Micpe Gewulot stał się wówczas bazą sił 8 Brygady Pancernej.
Po wojnie mieszkańcy osady przenieśli się około 1 kilometra na północny wschód od bazy wojskowej Micpe Gewulot, i założyli cywilny kibuc pod obecną nazwą. W 1954 w kibucu wybudowano pierwszy w regionie Negewu basen kąpielowy. W latach 90. XX wieku kibuc znalazł się w kryzysie ekonomicznym. Z tego powodu w 2004 przeprowadzono jego prywatyzację. Obecnie planowana jest dalsza rozbudowa osady.

## Kultura i sport
W kibucu znajduje się ośrodek kultury z biblioteką. Od 2007 w kibucu corocznie odbywa się Festiwal Muzyki Alternatywnej.
Z obiektów sportowych jest podgrzewany kryty basen kąpielowy, boisko do piłki nożnej i koszykówki, oraz korty tenisowe.

## Edukacja
Kibuc utrzymuje przedszkole i szkołę podstawową.

## Turystyka
Pobliskie pustynne tereny Negewu są dużą atrakcją turystyczną. W budynkach byłej osady Micpe Gewulot urządzono pokoje do wynajęcia. Dla turystów organizowane są także wycieczki itp. usługi.

## Gospodarka
Lokalna gospodarka opiera się na rolnictwie. Uprawy gruntowe obejmują ziemniaki, marchew i orzeszki ziemne. Dodatkowo hoduje się bydło i drób.
Od 1991 w kibucu działa firma Polymer Gewulot Ltd., która produkuje materiały na bazie żywic epoksydowych i poliuretanowych. Z usług znajduje się tutaj warsztat mechaniczny, elektryczny i stolarnia.

## Infrastruktura
W kibucu znajduje się ośrodek zdrowia, prywatna klinika stomatologiczna, pralnia i sklep wielobranżowy.

## Komunikacja
Z kibucu wyjeżdża się w kierunku północno-wschodnim na drogę nr 222, którą jadąc na zachód dojeżdża się do moszawu Ohad i dalej do skrzyżowania z drogą nr 232. Natomiast jadąc drogą nr 222 na wschód dojeżdża się do kibucu Ce’elim i dalej do bazy wojskowej Ce’elim.

## Osoby związane z kibucem
W 1978 w kibucu pracował jako wolontariusz Simon Le Bon, wokalista zespołu muzycznego Duran Duran.